# Hård klang
Hård klang är en svensk dramafilm från 1952 i regi av Arne Mattsson. 

## Om filmen
Filmen hade premiär den 15 september 1952. Den är bland annat inspelad i Viby by, Vånevik, Åsarna och i Klövsjö.

## Roller i urval
- Victor Sjöström - Klaus Willenhart, kallad Kungen
- Edvin Adolphson - Frans Willenhart, disponent, Klaus son
- John Elfström	- Olof Rydberg, stenhuggare
- Margit Carlqvist - Minka, Olof systerdotter
- Nils Hallberg - Teofil, invalidiserad stenhuggare
- Rolf von Nauckhoff - Gert Willenhart, major i tyska armén, Frans bror
- Naima Wifstrand - klädmånglerska, berätterska
- Eva Bergh - Vera, Frans hustru
- Erik Hell - Johan, betjänt hos familjen Willenhart
- Magnus Kesster - Verk-Masse, arbetsledare
- Dagmar Ebbesen - Hanna, trotjänarinna hos Willenharts
- Axel Högel - Svenske Fredrik, äldre stenhuggare
- Wiktor "Kulörten" Andersson - Karlsson, stenhuggare
- Sten Mattsson - Börje, ung stenhuggare
- Gösta Gustafson - Hornvall, klockare
- Svea Holst - Karlssons hustru
- Hedvig Lindby - gammal kvinna i byn
- John Norrman - skrivare på brukskontoret
- Birger Åsander - Arvid, stenhuggare
- Gunnar Öhlund - stenhuggare